# Luther Perkins
Luther Monroe Perkins (Memphis, 8 gennaio 1928 – Hendersonville, 5 agosto 1968) è stato un chitarrista statunitense, di musica country ricordato come membro del gruppo musicale country Tennessee Two con Johnny Cash.

## Biografia
Luther Perkins nacque a Memphis, nel Tennessee. Presto la famiglia si spostò in Mississippi dove Luther crebbe. Suo fratello Thomas Perkins iniziò una carriera come musicista, diventando discretamente famoso.
Perkins ritornò a Memphis nell'estate del 1953 all'età di 25 anni lavorando come meccanico in una sala di macchine. Dopo qualche giorno di lavoro, un altro meccanico, Marshall Grant, andò a lavorare nella stessa sala. Poco dopo, Grant, andò con un altro meccanico, conosciuto come "Red", a suonare della musica con alcuni amici. Grant suonava la chitarra acustica e Red una chitarra Steel. Quando scoprì che Luther suonava bene, decise di invitarlo a suonare. Un giorno Marshall e Luther portarono le loro chitarre al lavoro e, mentre suonavano, un meccanico, Roy Cash, si sedette vicino ascoltando. Pochi giorni dopo, Roy, disse a Marshall che aveva un fratello nell'aviazione, J.R, che suonava la chitarra. Lui rispose che avevano bisogno di uno che sapesse suonare. Roy continuò a parlare ai due di suo fratello. Nel giugno del 1954, disse loro che stava andando a prendere suo fratello J.R alla stazione dei bus. Appena si incontrarono, J.R e Luther iniziarono a parlare. Luther, Marshall, J.R e "Red" decisero di incontrarsi per suonare. Un venerdì notte dell'agosto del 1954, i quattro si riunirono. Marshall li invitò tutti a casa sua. Presero gli strumenti e iniziarono a suonare musica Gospel. Dopo quella giornata decisero di incontrarsi un altro venerdì. Presto diventò una routine. Appena ascoltarono la prima incisione di Elvis Presley parlarono del fatto che dovevano cercare di suonare qualcosa dello stesso genere. Luther disse che sapeva dove poteva comprare una chitarra elettrica e Marshall rispose dicendo che poteva prendere un basso e imparare a suonarlo. Così, il giorno dopo andarono a comprare la chitarra elettrica. Quando erano nel negozio, il venditore disse a Luther che aveva un basso. Ne parlò con Marshall chiedendogli se era interessato e senza esitazioni lo comprò per 25 dollari. Durante l'incontro il trio non aveva idea di come si accordasse un basso, così Marshall suonò la chitarra acustica insieme a J.R mentre Luther suonò quella elettrica. Appena impararono ad accordare il basso, si riunirono di nuovo a casa di Marshall e cercarono di suonare qualcosa. Partirono con l'accordo di MI passando poi ad altri accordi, sempre più velocemente ed entro la fine della notte, suonarono molte canzoni con solo tre cambiamenti di accordi. Quando Luther si allontanò per un momento, Marshall disse agli altri che gli piaceva molto il suo modo di suonare. Gli altri lo approvarono. Questo stile era unico e diverso dagli altri, ma al momento non se ne rendevano conto. Dicevano semplicemente che tentavano di suonare nel miglior modo possibile. Decisero di andare nello Studio di registrazione della Sun Record per parlare con il proprietario Sam Philips. Gli parlarono del fatto che avevano arrangiato qualche canzone. Lui propose di organizzare un giorno per fargli sentire qualcosa. Stabilito il giorno, i quattro si incontrarono davanti allo studio. Ma Red disse loro che aveva dei problemi nell'accordare la chitarra steel e non poteva suonare. Allora Marshall, Luther e J.R andarono da soli. Suonarono qualche canzone Gospel. Vennero rifiutate da Philips, che però vide in loro uno stile musicale diverso da quello che si sentiva tutti i giorni. Concluse dicendo di tornare un'altra volta con qualche canzone diversa. Una settimana dopo J.R disse loro che nell'aviazione aveva scritto una canzone che si chiama Hey Porter, però non aveva una base. Allora si incontrarono per metterci insieme una melodia. Per prima cosa gli serviva un'introduzione musicale, però Luther non aveva orecchio e non era ancora capace di inventarla. Per introduzione infatti usarono una semplice nota. Nel settembre del 1954, dopo mesi di esercizi, erano pronti per suonare in pubblico. La loro prima apparizione in pubblico fu nella chiesa Galloway United Methodist. Iniziò così la loro carriera come musicisti.

## Il suo modo unico di suonare
Luther è conosciuto per il suo semplice ma efficace modo di suonare la chitarra elettrica. Per le melodie infatti, metteva semplicemente la mano sopra al ponte della chitarra bloccando le corde. Nel mentre suonava, alternando il basso e la melodia dell'accordo. Usava soltanto chitarre Fender Esquire, Jaguar e Jazzmaster ed amplificatori Fender.

## Concerto alla prigione di Folsom
La più famosa e importante apparizione di Luther Perkins è quella tenuta nel concerto nella prigione di Folsom il 13 gennaio del 1968. Quel giorno insieme a Johnny Cash e i Tennessee Three c'erano anche gli Statler Brothers, Carl Perkins e la "quasi" moglie di Cash, June Carter. Fecero due apparizioni in quella prigione (Folsom State Prison in Repressa, California). Entrambi i concerti sono stati registrati ma non filmati. Le ultime registrazioni musicali con Luther alla chitarra sono nell'album The Holy Land di Johnny Cash.

## La morte accidentale
La notte tra il 4 e il 5 agosto 1968, al ritorno da uno dei soliti concerti, Luther aveva come pensiero fisso quello di pescare un pesce, visto che la moglie, Margie, insisteva che non ci sarebbe riuscito. Verso le 5:00 di mattina, Luther si svegliò per andare a pesca. Riuscì a prendere un pesce gatto e lo mise in cucina con accanto un biglietto per sua moglie: "Visto? Ti dicevo che sarei riuscito a prendere un pesce!" ("See I told you I could catch a fish."). A quel punto, sdraiatosi, si addormentò. Dormì con la sigaretta in mano, e quando accidentalmente gli cadde in terra, la casa si ricoprì di fumo e fiamme. Un'ora dopo, sua figlia Kathy andò in cucina e vide il corpo del padre bruciato. Svegliò Margie, che chiamò subito i pompieri. Poi, chiamò Cash il prima possibile. Arrivò subito con Marshall e Carl Perkins. Luther venne portato all'ospedale di Handersonville. Il 50% del corpo del musicista era bruciato. Quando Cash e gli altri entrarono per vederlo, capirono che il loro amico non si sarebbe più svegliato. Luther morì per gravi ustioni e inalazioni di fumo. Era l'8 agosto del 1968. Al funerale, quando Cash riuscì a rimanere per un attimo da solo vicino alla bara, disse: "Grazie Luther". Il giorno dopo il Grand Ole Opry gli dedicò un minuto di silenzio.